# Hulpverleningszone Vlaamse Ardennen
De Brandweerzone Vlaamse Ardennen is een van de 35 Belgische en een van de zes Oost-Vlaamse hulpverleningszones. De zone ging officieel van start op 1 januari 2015 en verzorgt vanuit 8 brandweerposten de brandweerzorg en medische hulpverlening (ambulance) in het zuidwesten van de provincie Oost-Vlaanderen.

## Historiek
Naar aanleiding van de gasexplosie te Gellingen op 30 juli 2004 werd door de Belgische overheid gestart met het hervormen van de brandweer. Bij deze hervorming gingen de gemeentelijke brandweerkorpsen op in nieuwe structuren: de hulpverleningszones. Op 1 januari 2015 ontstonden de meeste nieuwe hulpverleningszones. De Hulpverleningszone Vlaamse Ardennen is een van deze hulpverleningszones en bestaat uit de voormalige korpsen van de gemeenten Brakel, Herzele, Kluisbergen, Kruishoutem, Oudenaarde, Ronse, Sint-Lievens-Houtem en Zottegem. Op 1 januari 2019 ontstond de nieuwe gemeente Kruisem, als gevolg van een fusie tussen Kruishoutem en Zingem. Op 1 januari 2025 vervoegde Lierde de hulpverleningszone. Zij stapten over uit Hulpverleningszone Zuid-Oost.

## Beschermingsgebied
Het beschermingsgebied van de Hulpverleningszone Vlaamse Ardennen beslaat ongeveer 520 km² en omvat 12 gemeenten die gezamenlijk een bevolking van ongeveer 170.000 inwoners vertegenwoordigen. De Hulpverleningszone Vlaamse Ardennen grenst aan Hulpverleningszone Zuid-Oost, Brandweerzone Centrum, Hulpverleningszone Fluvia en Hulpverleningszone Picardisch Wallonië. 
De onderstaande lijst geeft een overzicht van de 13 gemeenten en hun kenmerken:
| Gemeente            | Bevolkingsaantal (01/01/2024) | Oppervlakte (in km²) |
| ------------------- | ----------------------------- | -------------------- |
| Brakel              | 15.073                        | 56,46                |
| Herzele             | 18.928                        | 47,40                |
| Horebeke            | 2.012                         | 11,20                |
| Kluisbergen         | 6.888                         | 30,38                |
| Kruisem             | 15.961                        | 71,59                |
| Lierde              | 6.874                         | 26,32                |
| Maarkedal           | 6.323                         | 45,63                |
| Oudenaarde          | 32.702                        | 68,06                |
| Ronse               | 27.356                        | 34,48                |
| Sint-Lievens-Houtem | 10.687                        | 26,67                |
| Wortegem-Petegem    | 6.552                         | 41,96                |
| Zottegem            | 28.085                        | 56,65                |
| Zwalm               | 8.340                         | 33,82                |
| TOTAAL              | 185.781                       | 550,62               |